# Wald (Zurich)
Pour les articles homonymes, voir Wald.
Wald est une commune suisse du canton de Zurich.

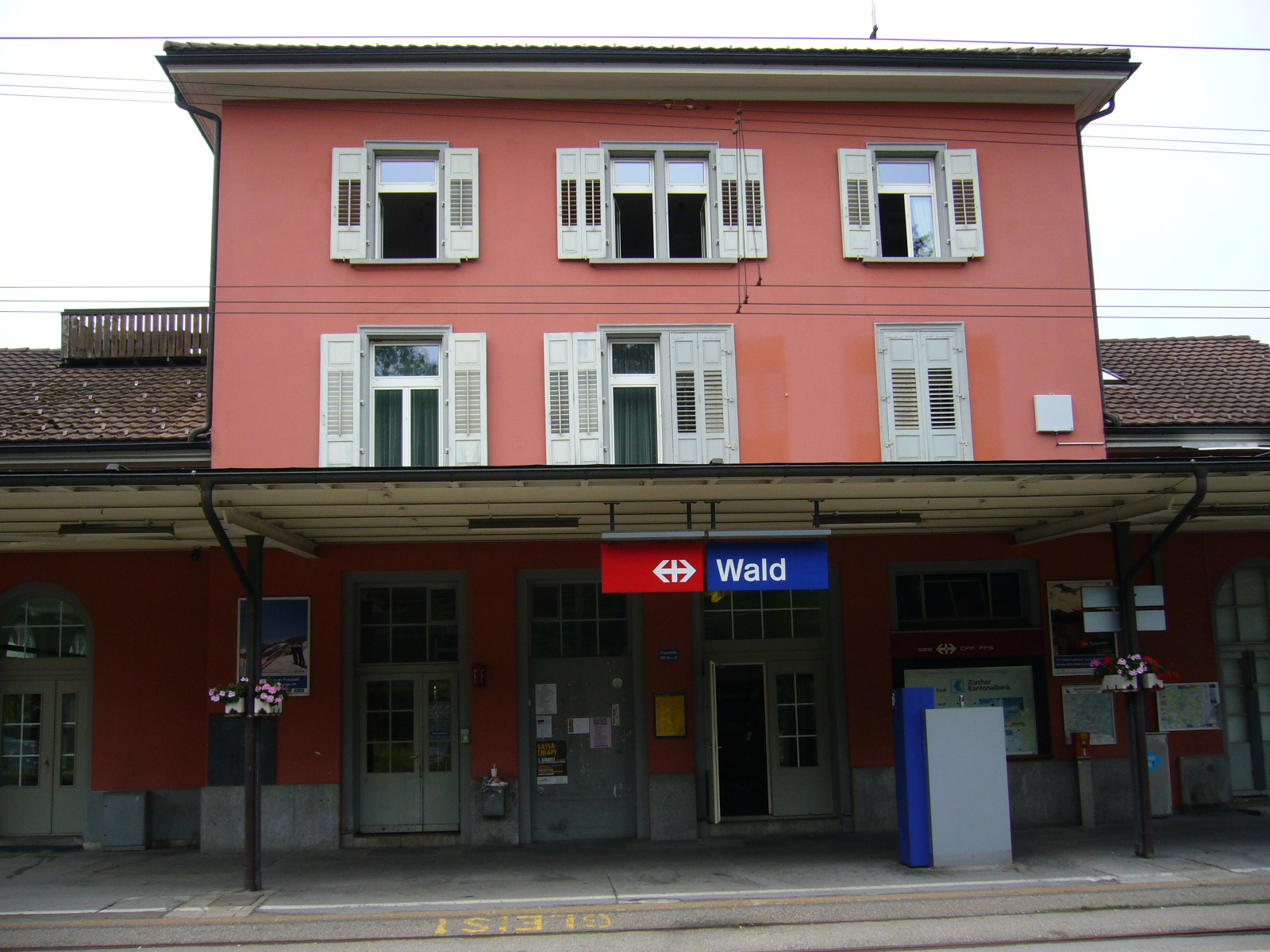
La gare de Wald.
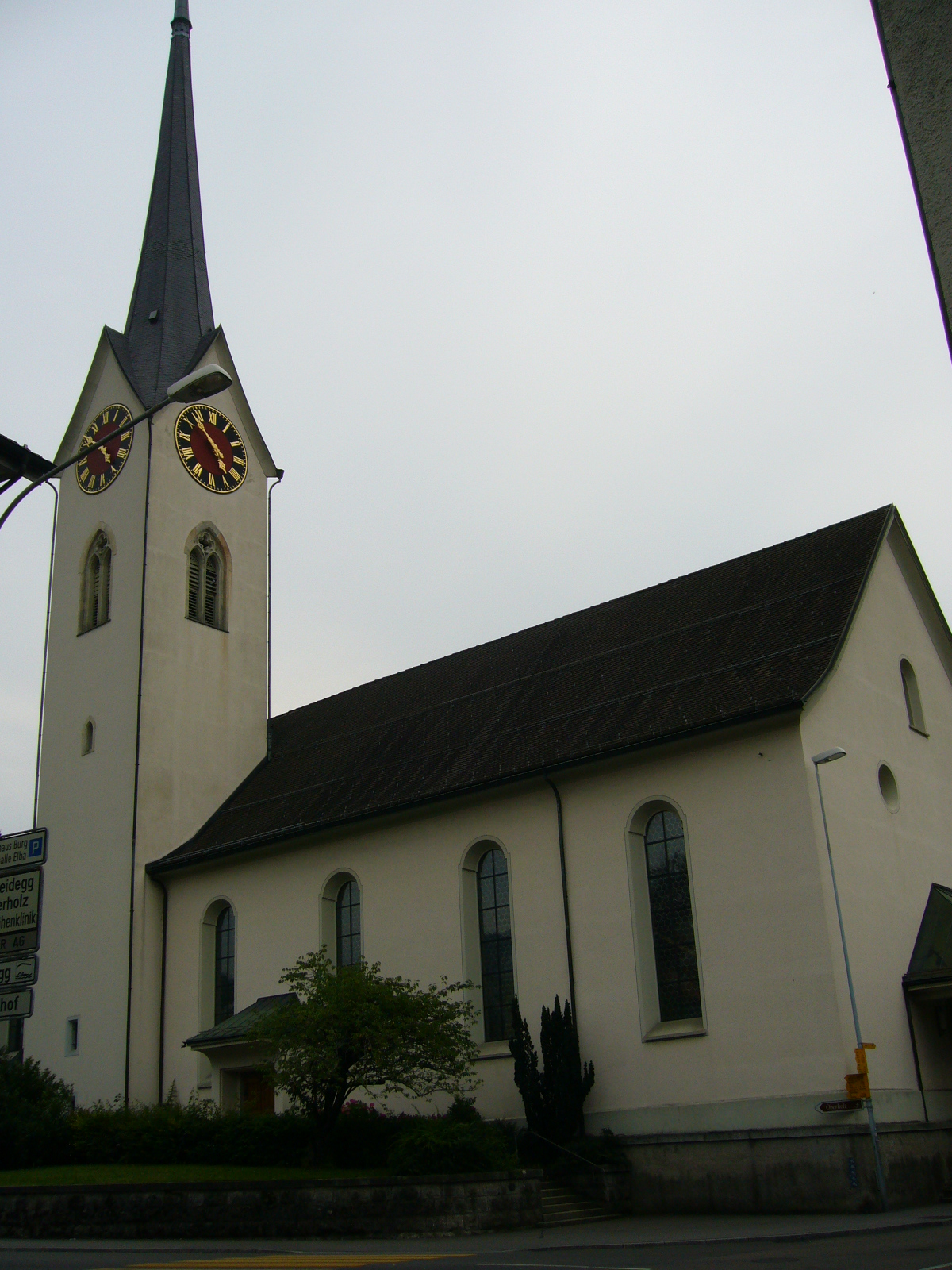
L'église de Wald.
Photo aérienne (1948).

## Histoire
Au Moyen Âge, la région de Wald ZH était peu peuplée et située à la frontière des comtés de Zurichgau et Thurgau. Les premières habitations datent du IXe siècle avec l’établissement de fermes individuelles le long de la vallée de la Jona. Le noyau de la ville s’est formé près de l’église paroissiale mentionnée pour la première fois en 1208. Au cours de la période moderne, Wald a obtenu le droit de marché en 1621 et a développé une économie basée sur le travail domestique et les marchés hebdomadaires,.
Au XVIIIe siècle, l’industrialisation a transformé Wald en un centre économique important avec de nombreuses filatures et tisserands, lui valant le surnom de “Manchester du canton de Zurich”. La construction des routes et l’arrivée du chemin de fer au XIXe siècle ont favorisé la croissance industrielle. À la fin du XXe siècle, les anciennes usines textiles ont été reconverties en espaces résidentiels et commerciaux, préservant ainsi le patrimoine industriel de Wald.

## Jumelage
- Wald (Allemagne) depuis 2001.

## Personnalités
- Jean-Jacques Hesse (1584-1639), martyr suisse allemand.
- Robert Grimm (1881-1958), politicien
- Hans Coray (1906–1991), artiste
- Sylvia Honegger (* 1968), skieuse
- Sebastian Stalder (* 1998), biathlète